# José Gragera
José Gragera (Gijón, 2000. május 14. –) spanyol korosztályos válogatott labdarúgó, az Espanyol középpályása.

## Pályafutása

### Klubcsapatokban
Gragera a spanyolországi Gijón városában született. Az ifjúsági pályafutását a helyi Sporting Gijón akadémiájánál kezdte.
2019-ben mutatkozott be a Sporting Gijón másodosztályban szereplő felnőtt keretében. 2023. január 31-én 5½ éves szerződést kötött az első osztályban érdekelt Espanyol együttesével. Először a 2023. február 4-ei, Osasuna ellen 1–1-es döntetlennel zárult mérkőzés 60. percében, Nico Melamed cseréjeként lépett pályára. Első gólját 2023. március 18-án, a Celta Vigo ellen hazai pályán 3–1-re elvesztett találkozón szerezte meg.

### A válogatottban
Gragera az U19-es és az U21-es korosztályú válogatottakban is képviselte Spanyolországot.
2021-ben debütált az U21-es válogatottban. Először a 2021. november 12-ei, Málta ellen 5–0-ra megnyert mérkőzés 54. percében, Unai Vencedort váltva lépett pályára. Első válogatott gólját 2022. szeptember 27-én, Norvégia ellen 3–0-ás győzelemmel zárult barátságos mérkőzésen szerezte meg.

## Statisztikák
2023. április 8. szerint
| Klub           | Szezon   | Osztály          | Bajnokság | Bajnokság | Kupa és Ligakupa | Kupa és Ligakupa | Nemzetközi | Nemzetközi | Összesen | Összesen |
| Klub           | Szezon   | Osztály          | Meccs     | Gól       | Meccs            | Gól              | Meccs      | Gól        | Meccs    | Gól      |
| -------------- | -------- | ---------------- | --------- | --------- | ---------------- | ---------------- | ---------- | ---------- | -------- | -------- |
| Sporting Gijón | 2018–19  | Segunda División | 1         | 0         | 0                | 0                | —          | —          | 1        | 0        |
| Sporting Gijón | 2019–20  | Segunda División | 4         | 0         | 0                | 0                | —          | —          | 4        | 0        |
| Sporting Gijón | 2020–21  | Segunda División | 32        | 1         | 1                | 0                | —          | —          | 33       | 1        |
| Sporting Gijón | 2021–22  | Segunda División | 37        | 1         | 2                | 0                | —          | —          | 39       | 1        |
| Sporting Gijón | 2022–23  | Segunda División | 17        | 2         | 3                | 0                | —          | —          | 20       | 2        |
| Sporting Gijón | Összesen | Összesen         | 91        | 4         | 6                | 0                | 0          | 0          | 97       | 4        |
| Espanyol       | 2022–23  | La Liga          | 8         | 1         | 0                | 0                | —          | —          | 8        | 1        |
| Összesen       | Összesen | Összesen         | 99        | 5         | 6                | 0                | 0          | 0          | 105      | 5        |